# 拉密定理
拉密定理（英語：Lami's theorem），是静力学中的一个定理，常用在機械系統及結構系統的靜力分析中。
拉密定理指出：如果三个共点力的合力为零，那么任一力与其相对角的正弦的比值均相等。

{\displaystyle {\frac {A}{\sin \alpha }}={\frac {B}{\sin \beta }}={\frac {C}{\sin \gamma }}}

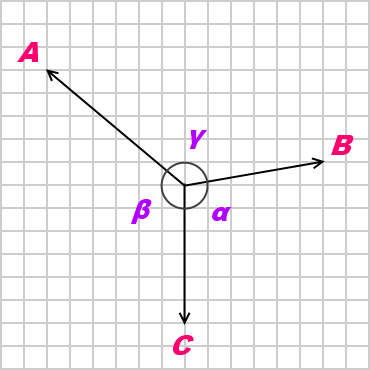
拉密定理示意图

其中A、B、C為作用在一點（假設為P）力的大小，而α、β、γ則為在A、B、C力相對角的角度。

## 证明方式
其可以由正弦定理进行证明。
把三个力（向量）根据向量的三角不等式联结成为一个封闭的三角形：

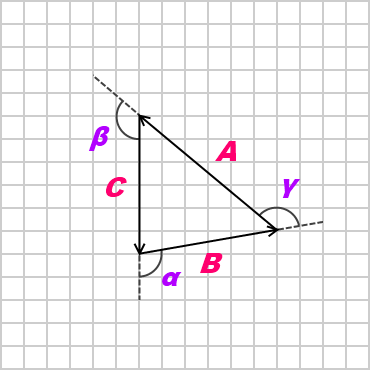
拉密定理证明图

根据正弦定理：
{\displaystyle {\frac {A}{\sin(\pi -\alpha )}}={\frac {B}{\sin(\pi -\beta )}}={\frac {C}{\sin(\pi -\gamma )}}}
{\displaystyle \Rightarrow {\frac {A}{\sin \alpha }}={\frac {B}{\sin \beta }}={\frac {C}{\sin \gamma }}}

## 參阅
- 正弦定理
- 三力平衡